# Schloss Monthelie

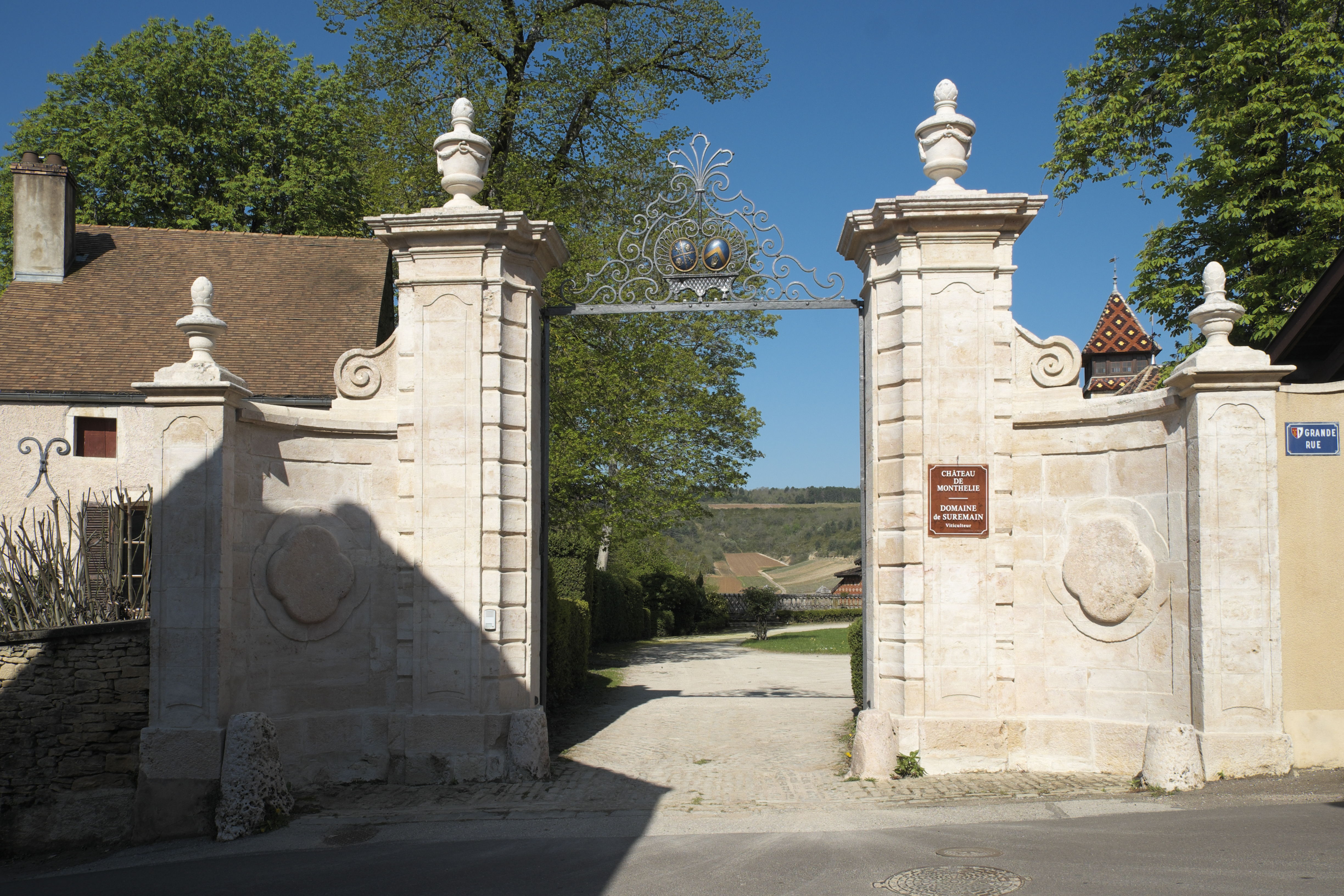
Einfahrt zum Schloss

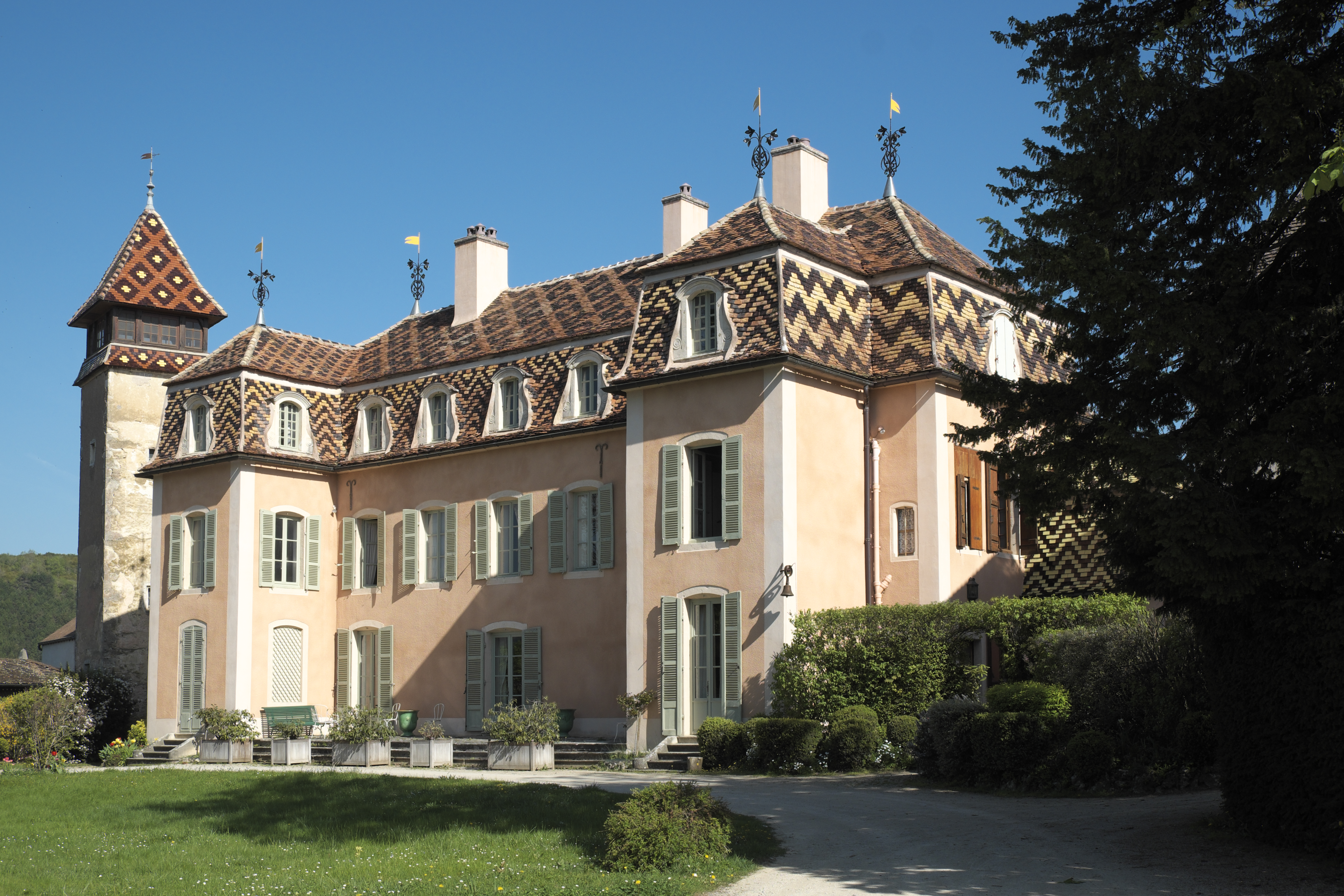
Südansicht des Schlosses

Das Schloss Monthelie (französisch Château de Monthelie) in Monthelie, einer französischen Gemeinde im Département Côte-d’Or in der Region Bourgogne-Franche-Comté, wurde ursprünglich im 16. Jahrhundert errichtet und im 18. Jahrhundert umgebaut. Das Schloss steht seit 1988 als Monument historique auf der Liste der Baudenkmäler in Frankreich.
Das zweigeschossige Gebäude mit hohem Turm und einer Freitreppe besitzt noch die Einrichtung des Speisesaals aus dem 18. Jahrhundert. 
Schloss Monthelie zählt zu den schönsten Schlössern der Gegend. Es ist im Besitz der Familie Suremains, die seit Jahrhunderten in Burgund ansässig ist.